# Altarea

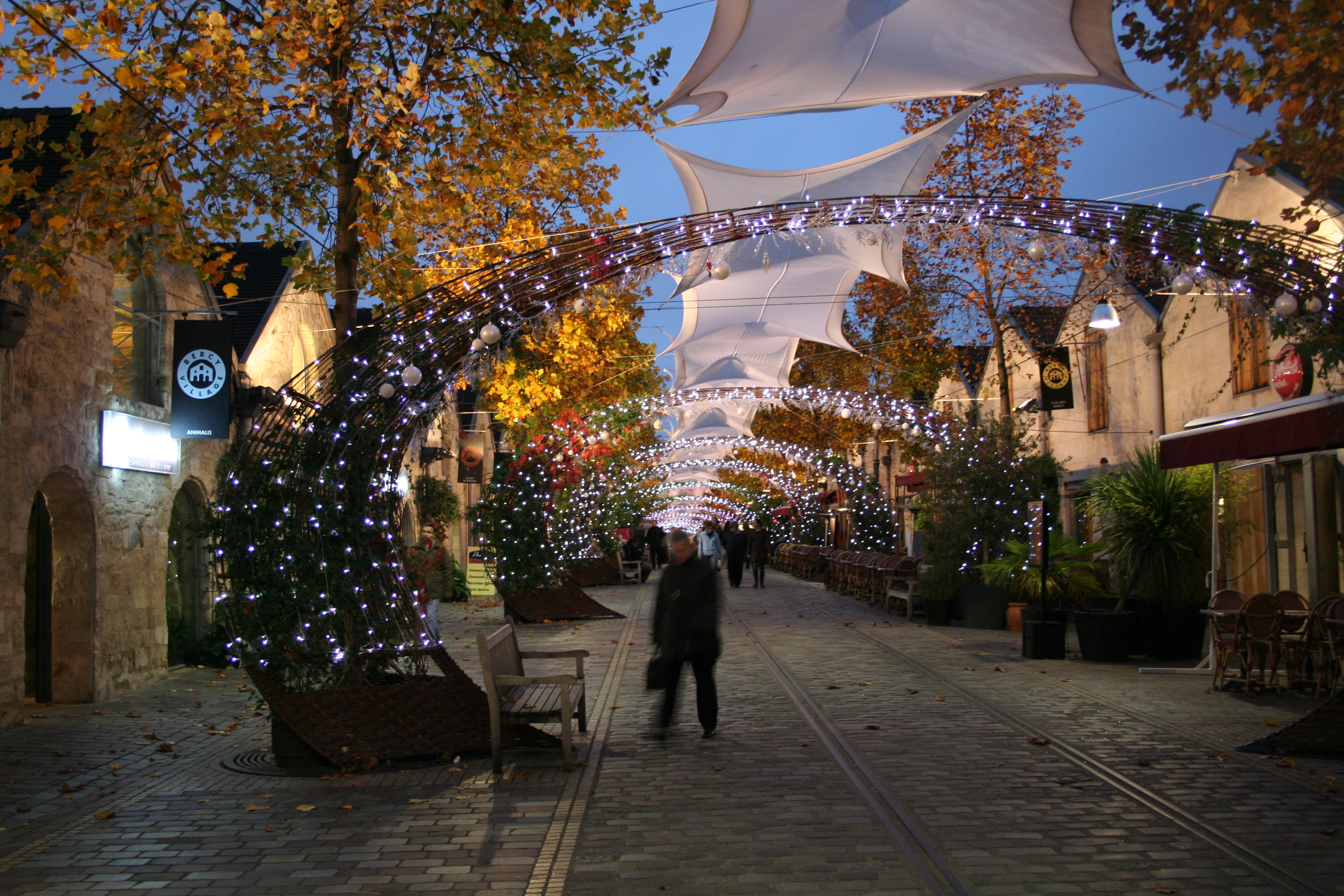
Bercy Village dans le de Paris.

Altarea, anciennement Altarea Cogedim, est un promoteur immobilier français spécialisé dans le secteur du logement, de l'immobilier d'entreprise et du commerce. La société est également une foncière détenant principalement des centres commerciaux.
Altarea est cotée sur le compartiment A d'Euronext Paris.

## Historique
Fondé en 1994 par Alain Taravella et Jacques Nicolet, le groupe Altarea est initialement une foncière de développement des centres commerciaux, qui a par la suite développé ses activités autour de l’immobilier de bureaux et de la promotion immobilière.
En 1994, Altarea rachète le Gerec, société spécialisée dans la réalisation de centres commerciaux créée en 1973, puis se développe assez rapidement, notamment en remportant le concours lancé par la Ville du Havre pour la réalisation de l’Espace Coty.
Altarea débute en 1997 les travaux du centre commercial de Bercy Village dans le 12e arrondissement à Paris, qui ouvre en 2000. Le projet vise à réhabiliter un haut lieu historique de Paris. Restauré sous la direction des Architectes des bâtiments de France, Bercy Village attire douze millions de visiteurs chaque année dont 20 % de touristes,.
Le groupe développe progressivement son activité commerce dans différents pays de l’Union européenne. Ainsi, en 2001, le groupe étend son activité en Italie en créant Altarea Italia. Aujourd’hui, on recense cinq gares et deux centres commerciaux en activité gérés par Altarea en Italie ainsi qu’un projet en développement, Ponte Parodi, à Gênes.
Altarea entre en bourse en 2004, sur l’Eurolist d’Euronext Paris,.
En 2004, Altarea España est lancé en Espagne avec un centre commercial situé près de Barcelone à Sant-Cugat.
En 2007, le groupe acquiert 34 % de la Société d’économie mixte d’aménagement et de gestion du marché d’intérêt national de la région parisienne, la Semmaris en devenant le 1er actionnaire aux côtés de l’État. La Semmaris gère notamment le Marché d’intérêt national de Rungis, premier marché de gros alimentaire du monde en volume.
En 2007, le Groupe Altarea acquiert la société immobilière Cogedim, promoteur de logements, de bureaux et d’hôtels depuis 1963, et devient Altarea Cogedim. Outre son activité résidentielle dans les principales métropoles régionales françaises, le groupe développe également son activité dans l’immobilier tertiaire haut de gamme et l’hôtellerie de luxe avec la rénovation en 2009 de la Salle Wagram, l’ouverture du Marriott Renaissance Arc de Triomphe, du Radisson Blu à Nantes en 2012 ou encore de l’Intercontinental Hôtel Dieu à Marseille en 2013. Cogedim intervient également comme partenaire des acteurs du logement social et intermédiaire, qu’il accompagne dans la conception de projets immobiliers.
En 2010, Altarea fait l'acquisition de CAP 3000, dont la transaction valorise ce dernier à 450 millions d’euros,. En novembre 2019, la ville de Saint-Laurent-du-Var, près de Nice, inaugure le nouveau centre commercial rénové et agrandi,.
Afin de compléter ses différentes activités, Altarea Cogedim crée en 2011 un fonds d’investissement destiné à l’immobilier d’entreprise, AltaFund. La même année, le groupe rénove la Tour First à Paris La Défense, la plus haute de bureau en France (230m) d’une surface de 87 000m2,,.
En 2012, Altarea Cogedim acquiert 96,5 % du capital de Rueducommerce.fr. Rue du Commerce devenu déficitaire, la société est revendue au groupe Carrefour en août 2015.
En 2012, Altarea Cogedim acquiert 55 % du capital de la société Histoire & Patrimoine par augmentation de capital.
En 2013, la transformation de l'hôpital « Hôtel-Dieu » à Marseille en hôtel cinq étoiles intercontinental est finalisée. C'est Altarea qui est chargé de la maîtrise d'ouvrage,,.
En 2014, le centre commercial Qwartz (85.000 mètres carrés regroupant 165 enseignes), à Paris, est inauguré. L'année de son ouverture, il est présenté comme le "premier centre commercial connecté",.
En 2015, Altarea Cogedim annonce l’acquisition de la société Pitch Promotion, opération finalisée en février 2016. Pitch Promotion compte 160 collaborateurs pour un chiffre d'affaires de 300 M€ et dispose de sept implantations sur le territoire.
En 2016, Altarea entre dans le classement du GRESB (Global Real Estate Sustainability Benchmark),.
En 2017, l'entreprise inaugure le quartier mixte du futur Grand Paris baptisé la place du Grand Ouest à Massy.
En 2018, Altarea Cogedim a finalisé l’acquisition totale d’Histoire & Patrimoine, spécialiste de la réhabilitation, déjà majoritairement détenue depuis 2014. La même année, Altarea lance SoCo, foncière commerciale solidaire, avec Baluchon, et le Crédit Coopératif.
En 2018, Altarea Cogedim cède à Crédit Agricole Assurances le contrôle de la holding Alta Rungis, devenue Predi Rungis, détenant 33,34 % de la Semmaris.
En 2019, Altarea Cogedim fait l'acquisition du promoteur immobilier Severini, basé en Nouvelle Aquitaine. La même année, le groupe entre au capital de Woodeum, spécialiste des constructions en bois, à hauteur de 50 % et crée Altarea Entreprise Studio , une entité spécialisée dans la conception d’immeubles tertiaires,. Jacques Ehrmann, président du Conseil national des centres commerciaux, est nommé directeur général d'Altarea.
En 2020, Altarea Cogedim redevient Altarea. La même année, le groupe signe un accord avec CDC Habitat sur la vente en bloc de 3500 logements,,. La même année, en octobre, Altarea livre le siège de Danone, Convergence", le plus grand de l'entreprise dans le monde.
En 2021, Carrefour et Altarea s’associent pour «la transformation et la valorisation d'actifs immobiliers » dans le secteur des centres commerciaux à Nantes et en région parisienne,. La même année, la cession par l'État du domaine de Grignon au groupe Altarea a suscité la controverse. En plus d'un mouvement spontané d'étudiants qui ont protesté contre la revente du site, des responsables politiques ont fait savoir leur crainte au sujet de la préservation des forêts et des terres agricoles.
Toujours en 2021, après quatre années de travaux, Altarea livre la nouvelle galerie commerciale de la gare Montparnasse (Paris) dans le cadre d'un partenariat public-privé avec SNCF Gares & Connexions, ainsi que le nouveau siège d'Orange, Bridge, à Issy-les-Moulineaux.
Fin 2022, sur le segment commerce, le patrimoine géré par Altarea est évalué à 5,5 milliards d'euros,. La même année, Altarea Italia investit 10 millions d'euros dans le projet Porta Garibaldi de Milan.
Au premier trimestre 2023, le groupe fait savoir son intention de développer de nouvelles activités : les énergies renouvelables et les data centers,.
Le 16 janvier 2023, Primonial, une société de gestion patrimoniale avec laquelle Altarea avait prévu de se rapprocher en février 2022, demande devant le tribunal de commerce de Paris, une indemnité de 700 millions d'euros. Le même mois, la Commission européenne approuve la création de deux co-entreprises avec Carrefour,.
En février 2023, Altarea, en partenariat avec la scale-up Electra, inaugure sa première station de recharge rapide au Family Village d'Aubergenville et fait l'entière acquisition de Woodeum, spécialisé dans l'immobilier bas-carbone. Avec l'acquisition de Woodeum, le groupe met en avant des objectifs dans le secteur de l'immobilier bas carbone,.
En mai 2023, Altarea crée Altarea Investment Managers, spécialisé dans la gestion d'actifs immobiliers,, après l'obtention de l'agrément de l'AMF le 14 avril 2023.
En juillet 2023, Histoire & Patrimoine lance une nouvelle activité sous la marque Jouvence,.
En juin 2023, Altarea annonce qu'elle va fusionner Pitch immo et Woodeum, pour créer une entité destinée à la promotion bas carbone,,. Fin 2023, Altarea remet les clefs du nouveau campus de l'EMLyon, dont l'ouverture est prévue pour l'année 2024,.
En septembre 2023, Altarea intègre la taxonomie européenne, indicateur de soutenabilité des financements. Il s'agit du premier promoteur français à le faire,,.
Toujours en 2023, Altarea abandonne des projets de constructions, notamment du fait de la crise du logement,.

## Implantations
Altarea est présent en France, en Italie et en Espagne.

## Activités

### Logement
Le groupe est le deuxième promoteur de logement en France,,, avec 2,7 Mds€ de réservations pour 10 017 lots en 2022.
Altarea compte sept marques spécialisées dans le résidentiel : Cogedim (immobilier neuf),,, Pitch Immo, Severini (secteur du logement en Nouvelle-Aquitaine),, Cogedim Club (résidences services pour seniors),, Woodeum (logements bas carbone en bois),,, Groupe XF et Histoire & Patrimoine. Il existe aussi d’autres filiales dans le secteur du logement dans les métiers du service comme Altarea Solutions & Services (commercial, financier et locatif),,.

#### Projets
- Ecoquartier piéton d'Issy-les-Moulineaux[105].
- Le Musée Pierre Cardin réhabilité en logements étudiants[106].
- Résidence services seniors « Berthelot Bord de Rhône » à Lyon[107].
- La tour en bois Albizzia (projet en cours)[108].

### Immobilier d'entreprise
Le groupe a développé des opérations dans le secteur de l’immobilier d’entreprise telles que la Tour First de La Défense, le siège social du groupe Canal+, le siège social de Mercedes-Benz France, la Fondation Cartier, le siège social d'Altarea à Paris ou bien encore l’immeuble Bridge d’Orange, soit plus de trois millions de mètres carrés d’immobilier tertiaire en France.
L'entité spécialisée dans l’immobilier d’entreprise est Altarea Entreprise.

#### Projets
- Kosmo, siège des Parfums Christian Dior[110],
- Immeuble Convergence, siège de Danone[111],[112],[113],
- KI, l’immeuble haut de gamme à Lyon[114],
- 87 Richelieu[115],
- Bridge[116],
- Community à Merignac[117],
- Amazing Amazones[118],
- Eria[119].

### Commerce
Présente en France, en Italie et en Espagne, Altarea, via Altarea Commerce,, gère un patrimoine principalement constitué de centres commerciaux valorisé à 5,232 milliards d’euros (2023).
Il inclut de grands centres régionaux, tels que Cap 3000 à Saint-Laurent-du-Var, Qwartz à Villeneuve-la-Garenne (dans les Hauts-de-Seine, ouvert depuis le 9 avril 2014), ou des centres de commerce et loisirs comme Bercy Village, Carré de Soie près de Lyon et L'Avenue 83 à Toulon-La Valette, mais aussi du commerce de flux à la Gare Montparnasse, en 2021 après 4 ans de travaux.
- Bercy Village à Paris
- Thiais-Village à Thiais
- Les portes de Brest à Guipavas
- Carré de soie à Lyon/Vaulx-en-Velin[126]
- La Vigie à Geispolsheim, près de Strasbourg[127],[128]
- Cap 3000 à Saint-Laurent-du-Var, près de Nice
- Family Village à Limoges
- Family Village au Mans/Ruaudin[129]
- Qwartz à Villeneuve-la-Garenne
- L'Avenue 83 à La Valette-du-Var, près de Toulon
- Gare Paris-Montparnasse[130]
- Nicetoile à Nice[131]
- Gare de l’Est à Paris[132]
- Sant Cugat en Espagne[133],[134]

### Projets mixtes
Altarea est aussi spécialisé dans les projets mixtes, ou programmes immobiliers mixtes, c'est-à-dire des programmes intégrant différents types de constructions, d’usage et d’activités dans un même espace. Par exemple : un ensemble d’immeubles dans un espace délimité réunissant des habitations, des commerces et des bureaux. Des projets urbains du type mixte peuvent aussi être réalisés par plusieurs entités différentes : ainsi Carrefour et Altarea se sont alliés pour la construction de projets multifonctionnels, mêlant habitations et commerces,,. Les demandes de ce type émanent généralement de collectivités, comme les municipalités qui veulent revoir le réaménagement de certains quartiers sur le modèle de projets mixtes,.

#### Les projets
- Issy Cœur de Ville, Issy-les-Moulineaux, inauguré en octobre 2022[140],[141],[142],[143].
- Bobigny coeur de ville, dont la municipalité souhaite voir plus de logements sociaux[144] sur un total de 1080 logements neufs[145].
- Le quartier Guillaumet à Toulouse, intégrant plusieurs types d’habitats (résidence familiale, habitat social et logements adaptés aux personnes fragiles)[146].
- Le quartier Atlantis place du Grand Ouest à Massy, inauguré en 2017[147].

NR21 est une des filiales actives sur les grands projets mixtes de renouvellement urbain en France, dont Altarea détient 96,82% du capital et des droits de vote de la société depuis janvier 2021,.

### Histoire & Patrimoine
Altarea est actionnaire à 100 % de la filiale Histoire & Patrimoine, (dont le groupe est actionnaire majoritaire depuis 2014) spécialisée dans la rénovation et la réhabilitation urbaine d’anciens bien immobiliers, certains à forte valeur historique,,. En 2014, Altarea Cogedim faisait l’acquisition de 55 % d’Histoire & Patrimoine, pour monter à 100 % du capital en 2018.
Histoire & Patrimoine transforme en logements des lieux historiques, comme des châteaux, des anciennes casernes, couvents, usines ou bien encore des friches industrielles,,,.

#### Projet
- L'ancien hôpital Laennec à Paris transformé en Îlot regroupant bureaux et habitations[160],[161],
- La rénovation de Carré Mithras à Nîmes[162],
- Grands Moulins de Paris Marquette-lez-Lille[163].

## Actionnariat
| Nom                                    | %     |
| -------------------------------------- | ----- |
| Taravella Alain Family                 | 44,0% |
| Predica SA                             | 23,8% |
| APG Asset Management NV                | 7,96% |
| Opus Investment BV                     | 1,28% |
| Altarea SCA                            | 1,04% |
| Degroof Petercam Asset Management SA   | 0,93% |
| Rothschild Asset Management SCS        | 0,66% |
| Fidelity Management & Research Co. LLC | 0,58% |
| Altarea Employee Stock Ownership Plan  | 0,27% |
| Dimensional Fund Advisors LP           | 0,20% |

## Communication

### Partenariats
Altarea est partenaire de l'association Habitat et Humanisme depuis 2007. L'entreprise renouvelle, en 2022, son partenariat pour une période de 3 ans,.

### Lobbying
Altarea déclare à la Haute Autorité pour la transparence de la vie publique exercer des activités de lobbying en France pour un montant qui n'excède pas 10 000 euros sur l'année 2021. SNC Altarea Management déclare des dépenses comprises entre 100 000 et 200 000 euros la même année et est  représenté par le cabinet Lobbsonn.